# جورج نيكولاس (محامي)
جورج نيكولاس (بالإنجليزية: George Nicholas)‏ هو محامي أمريكي، ولد في 1754، وتوفي في 25 يوليو 1799.